# Vor"ja
Il Vor"ja (in russo Воръя?) è un fiume della Russia siberiana occidentale, affluente di destra del Tapsuj (bacino idrografico dell'Ob'). Scorre nei rajon Sovetskij e Berëzovskij del Circondario autonomo degli Chanty-Mansi-Jugra.
Il fiume scorre in una zona paludosa in direzione prevalentemente nord-occidentale, nel basso corso gira a sud-ovest. Sfocia nel Tapsuj a 55 km dalla foce. La lunghezza del fiume è di 164 km, il bacino imbrifero è di 3 160 km². Il suo maggior affluente è il fiume Lousia (lungo 75 km) proveniente dalla destra idrografica.